# Copa Rommel Fernández
La Copa Rommel Fernández fue la tercera división de Panamá. Fue considerado el máximo torneo a nivel de equipos en el fútbol aficionado de dicho país. En este torneo jugaban los equipos campeones y subcampeones de cada una de las once (11) Ligas Provinciales que conforman la Federación Panameña de Fútbol (FEPAFUT) así como de la Liga Distritorial de San Miguelito y el mismo era comienzo de la temporada futbolera de Panamá.
Se esperaba que a partir de la temporada 2024 sería conocida como la Copa Nacional, pero la misma se ha retrasado hasta 2027.

## Historia
La Copa Rommel tuvo sus inicios en el año 1996 con el nombre de Copa Panamá y no es sino hasta el año siguiente cuando se le comienza a conocer como Copa Rommel Fernández en honor al ex seleccionado nacional Rommel Fernández Gutiérrez quien fuera considerado en su momento como el mejor futbolista panameño y quien triunfara en equipos como CD Tenerife, Valencia CD y Albacete Balompié, todos ellos del fútbol español.
Dado que el campeonato es sólo de una temporada, al final de cada competencia de cada uno de los equipos (con excepción de los campeones), es relegado a sus respectivas ligas de distrito. Además, el equipo descendido de la LNA también está relegado a su respectivo liga Distritorial.

## Sistema de competición

### Sistema 1996 - 2021
El torneo está dividido en zonas geográficas que incluyen a los equipos calificados de cada uno de los torneos provinciales. Cada provincia está representada por dos equipos, con excepción de la provincia de Chiriquí que está representados por cuatro equipos, pues está dividida en las provincias deportivas de Chiriquí y Chiriquí Occidente. 
Cada equipo juega un solo partido contra los otros equipos de su misma zona, los dos equipos con más puntos en sus respectivas zonas avanzan a la ronda final. Los campeones de las zonas 2 y 3, correspondientes al interior del país, jugarán una final interzona cuyo campeón se medirá al campeón de la zona 1 para determinar el campeón nacional. El campeón gana el ascenso a la Segunda División de Panamá, la cual fue (conocida como la Liga Nacional de Ascenso hasta su desaparición en 2019). Para la temporada 2021 tanto el campeón, como el subcampeón ascendieron a la Segunda División (conocida como Liga Prom desde 2021) y celebrada ese mismo año.

## Desarrollo
Con el fin de obtener el derecho a jugar en este torneo, los campeones de cada liga de distrito, luego de jugar unos con otros en un torneo provincial, de sus respectivas provincias. El campeón y el subcampeón de los torneos provinciales obtienen el derecho de representar a su provincia en la Copa Rommel Fernández, celebrada el año siguiente. 

## Lista de Campeones
Tras una revisión de las estadísticas de la FEPAFUT, se ha actualizado lo más posible la tabla de campeones y subcampeones.
| Temporada | Campeón                                                             | Subcampeón                                                          |
| --------- | ------------------------------------------------------------------- | ------------------------------------------------------------------- |
| 1996      | Atlético Guadalupe (Panamá Oeste)                                   | Río Abajo FC (Panamá Este)                                          |
| 1997      | La Primavera FC (Veraguas)                                          | Vista Hermosa Penonomé (Coclé)                                      |
| 1998      | Solano FC (Chiriquí)                                                | Inter Guabito (Bocas del Toro)                                      |
| 1999-00   | CA Independiente (Panamá Oeste)                                     | Zona Libre FC (Colón)                                               |
| 2001      | AD Orión (Panamá Este)                                              | Vista Hermosa Penonomé (Coclé)                                      |
| 2002      | River Plate (Colón)                                                 | Río Abajo FC (Panamá Este)                                          |
| 2003-04   | Boxer FC (Colón)                                                    | Hermanos Artesanos (Herrera)                                        |
| 2004-05   | Atalanta Jr. (Panamá Este)                                          | Chorrillito FC (Panamá Oeste)                                       |
| 2005-06   | Génesis (Panamá Este)                                               | Independiente Veracruz (Panamá Oeste)                               |
| 2006-07   | Paraíso FC (Panamá Este)                                            | Chorrillito FC (Panamá Oeste)                                       |
| 2007-08   | Chorrillito FC (Panamá Oeste)                                       | Five Star (Bocas del Toro)                                          |
| 2008-09   | CF Millenium UP (Panamá Este)                                       | CD Vista Alegre (Panamá Oeste)                                      |
| 2010      | SUNTRACS FC (Panamá Este)                                           | Pumas FC Penonomé (Coclé)                                           |
| 2011      | Santa Gema FC (Panamá Oeste)                                        | Atlético Evolution (Panamá Oeste)                                   |
| 2012      | Santos FC (Panamá Oeste)                                            | AD San Antonio (Coclé)                                              |
| 2012-13   | CD Centenario (Coclé)                                               | La Mesa (Veraguas)                                                  |
| 2013-14   | Club River Plate (Chiriquí)                                         | Promesa de Dios (Panamá Oeste)                                      |
| 2014-15   | New York FC (Colón)                                                 | Deportivo Aroon (Veraguas)                                          |
| 2015-16   | AD Panamá Viejo (San Miguelito)                                     | Club River Plate (Chiriquí)                                         |
| 2016-17   | San Martín FC (Panamá Este)                                         | Calián FC (Chiriquí Occidente)                                      |
| 2018      | Bryan FC (Chiriquí)                                                 | Las Margaritas FC (Panamá Este)                                     |
| 2019      | Champions FC Academy (Colón)                                        | Don Bosco FC (Chiriquí)                                             |
| 2020      | El torneo fue suspendido por causa de la pandemia mundial Covid-19. | El torneo fue suspendido por causa de la pandemia mundial Covid-19. |
| 2021      | FC Dinámicos Jr. (Panamá Este)                                      | Altamira FC (Chiriquí)                                              |

## Clubes con más títulos
| Equipos                             | Campeón | Subcampeón |
| ----------------------------------- | ------- | ---------- |
| SD Panamá Oeste                     | 1       | 2          |
| River Plate (David)                 | 1       | 1          |
| AD Orión                            | 1       | 0          |
| Bryan FC                            | 1       | 0          |
| Champions FC Academy                | 1       | 0          |
| La Primavera FC                     | 1       | 0          |
| Solano FC                           | 1       | 0          |
| CA Independiente                    | 1       | 0          |
| River Plate (Colón)                 | 1       | 0          |
| Boxer FC                            | 1       | 0          |
| Atalanta †                          | 1       | 0          |
| Tierra Firme FC                     | 1       | 0          |
| CF Millenium UP †                   | 1       | 0          |
| SUNTRACS                            | 1       | 0          |
| Santa Gema FC                       | 1       | 0          |
| Santos FC †                         | 1       | 0          |
| CD Centenario                       | 1       | 0          |
| Nueva York FC (Colón) †             | 1       | 0          |
| Panamá Viejo FC                     | 1       | 0          |
| San Martín FC                       | 1       | 0          |
| FC Dinámicos Jr.                    | 1       | 0          |
| Río Abajo FC                        | 0       | 2          |
| Inter de Guabito                    | 0       | 1          |
| Don Bosco FC (Chiriquí)             | 0       | 1          |
| Zona Libre (Changuinola)            | 0       | 1          |
| Vista Hermosa (Penonomé)            | 0       | 1          |
| Chitré FC                           | 0       | 1          |
| Independiente Veracruz              | 0       | 1          |
| Five Star (Bocas del Toro)          | 0       | 1          |
| CD Vista Alegre †                   | 0       | 1          |
| Los Pumas FC (Penonomé)             | 0       | 1          |
| Atlético Evolution                  | 0       | 1          |
| A.D. San Antonio (Penonomé)         | 0       | 1          |
| La Mesa (Veraguas)                  | 0       | 1          |
| Promesa de Dios Puerto Caimito      | 0       | 1          |
| Deportivo Aroon (La Mesa, Veraguas) | 0       | 1          |
| Calián FC                           | 0       | 1          |
| Altamira FC                         | 0       | 1          |